# Hans Scherfig
Hans Christian Scherfig (født 8. april 1905, død 28. januar 1979) var en dansk forfatter, billedkunstner og kommunist. Han voksede op i København, og var mangeårigt medlem af DKP. Han er mest kendt for romanerne Frydenholm, Det forsømte forår, Den forsvundne fuldmægtig, Idealister og for malerier og  litografier med dyr i junglen.

## Liv
Scherfig blev født på Østerbro i København som søn af Claudine Nielsen (1876-1921) og Christian Diderik Scherfig (1859-1931). Forældrene var ugifte men giftede sig senere med hinanden. Ved dåben i Esajas Kirke 8. april 1906 blev han døbt Hans Christian Scherfig. Faderen var direktør for Det Hoffensbergske Etablissement, et af byens største trykkerier, og Scherfig voksede op i et solidt borgerligt hjem præget af konservative værdier. Hans bedstefar var bagermester i Nørregade; nogen mener, at det er Scherfigs bedstefar, der synges om i sangen "Der bor en bager på Nørregade".
Efter at være blevet student fra Metropolitanskolen i 1924 påbegyndte han en uddannelse i zoologi og dansk på Københavns Universitet men opgav den til fordel for maleriet. I henved 15 år arbejdede han på et værk om guldsmede, men han nåede ikke at færdiggøre det. Ifølge ham selv var dette hans vigtigste arbejde. Under sin studietid på Københavns Universitet lærte han blandt andet Carl Madsen, Jens August Schade og Johannes Wulff at kende.
I 1929 rejste Hans Scherfig til New York for at gense den østrigske kommunist og kunstner Elisabeth Karlinsky (de), som han fire år tidligere havde mødt i Østrig. Scherfig blev i New York i syv måneder og blev her kun mere bekræftet i sin kommunistiske livsanskuelse og sin modvilje mod kapitalismen. Tilbage i Danmark meldte han sig et par år senere ind i DKP og forblev medlem til sin død. Han giftede sig i 1931 med Elisabeth Karlinsky, og fik med hende børnene Peter, Martin og Christine.
Hans Scherfig led af en alvorlig øjensygdom, som med tiden ville gøre ham blind. Han måtte i 1930'erne arbejde med lup for at kunne se bare lidt, men i 1940'erne fik han en øjenoperation, der betød, at han blev i stand til at arbejde med stærke briller.
Elisabeth Karlinsky og Hans Scherfig boede de første fem år af deres ægteskab i det indre København men flyttede i 1936 til Nordsjælland. Først boede de et par år på Tibirke Gamle Skole men flyttede snart til et bondehus i Såne ved Tikøb og i 1955 ind i en trelænget bondegård på Asminderød Mark.
Scherfig døde af en blodprop og er begravet på Assistens Kirkegård i København. Gravstenen er navnløs, godt skjult og forestiller en skildpadde, hugget af billedhugger Carl Otto Johansen i 1975. Han fik skildpadden af sin kone, og ønskede den på sin grav til glæde for alle.

## Politisk engagement
Scherfig var fra 1932 til sin død i 1979 et af de fremtrædende medlemmer i Danmarks Kommunistiske Parti (DKP), hvor han i en årrække sad i centralkomiteen, som var partiets ledelse.
Under den tyske besættelse af Danmark blev Scherfig i juni 1941 arresteret, da Nazityskland gik i krig mod Sovjetunionen. Han blev i sit hjem om morgenen hentet af danske betjente og ført til Vestre Fængsel i København. På grund af tiltagende svækkelse af hans syn blev han løsladt. Efter  løsladelsen sov han ikke hjemme af frygt for at blive hentet af Gestapo.
I 1968 skrev Ib Nørlund bogen Det kommunistiske synspunkt, hvor Scherfig i forordet konkluderede, at "kommunisme betyder fællesskab". Først i 1970'erne udtrykte han sin modstand mod EU, som han mente var en kapitalistisk monopolisering af Europa, og han sammenlignede i 1972 EU med Nazi-Tyskland.

## Forfatterskab og maleri
Scherfig skrev syv romaner; Skorpionen udkom i mere end 20 lande. Men han udtrykte sig også på anden vis. Nævnes kan rejseskildringen fra Kirgisistan,
der ser verden gennem et helt andet filter end det, mange kender fra hans romaner. Derimod er hans noveller om USA voldsomt satiriske og af samme årsag væsentlig mere læseværdige. Han foretog i 1927 en rejse til Jugoslavien, hvorefter han søgte optagelse i Danmarks Kommunistiske Parti, men blev afvist. En rejse i USA 1929–30 befæstede hans marxistiske livssyn, og efter en rejse til Frankrig i 1931 blev han optaget i det danske kommunistparti i 1932.
Ved siden af sit arbejde som forfatter var han maler. Maleri var egentlig hans oprindelige udtryksform, men hans øjensygdom, der nedsatte hans syn til ca. 2 %, gjorde – ifølge ham selv – at skriveriet blev opprioriteret. Scherfig er dog også meget anerkendt for sine malerier. Mælkereklamen fra 1962 på Kapelvej er udført af Scherfig, der har malet en frodig kvinde og to spædbørn med titlen: "Mælk, det er dejligt".
I slutningen af 1920'erne malede han bl.a. kubistisk, og debuterede som maler i 1928 på Kunstnernes Efterårsudstilling med fire kubistiske malerier; mest kendt er han for sine litografier, som idylliserer junglens dyr på en måde, der af nogle kaldes naivistisk – en kategorisering han ikke selv så nogen mening i.
I grel modsætning hertil står hans essays, for eksempel Naturens uorden, samt Teodor Amsteds møde med naturen i Den forsvundne fuldmægtig. Her skildres naturen som kaotisk, vild og urimelig. Man er tilbøjelig til på denne baggrund at se Scherfigs kommunistiske idealer som en forestilling om et samfund, hvor den økonomiske frihed tøjles, og de svage beskyttes mod alles kamp mod alle.
Scherfig var en meget begavet forfatter, når det gælder skildringen af det samfund, han selv befandt sig i og kendte, men den antikommunistiske samtid og eftertid anså ham for samtidig at være "mærkeligt uvidende" i skildringen af Sovjetunionen. Ligesom Hans Kirk skrev han ud fra sovjetisk ideologi, der uddrev psykoanalysen af psykologien med marxismen-leninismen som det eneste socialvidenskabelige fundament. I sin satiriske roman Idealister beskrev Scherfig psykoanalysen som ren svindel, ligesom han gjorde nar af moderne kunst. Der findes en lille portrætfilm fra 1970'erne, hvor han, måske, indirekte indrømmer sin kritikløshed overfor Sovjetunionen som et fejltrin.
Den forsvundne fuldmægtig blev filmatiseret i 1971 instrueret af Gert Fredholm og med Ove Sprogøe i hovedrollen. Scherfig selv optræder i filmen, dels som fortæller, dels som statist i en lille cameooptræden sidst i filmen i en scene fra kirken ved Vestre Fængsel. En anden bog af Scherfig, Det forsømte forår, blev filmatiseret i 1993, instrueret af Peter Schrøder og med Frits Helmuth i hovedrollen som den nærmest sadistiske lektor Blomme.
I 1973 modtog Hans Scherfig Det Danske Akademis Store Pris.

## Værker

### Børnebøger
- Lukas' bog. Forlaget Nemo. 2013. ISBN 9788792880017.[12]
- Christines bog. Forlaget Nemo. 2018. ISBN 9788792880178.[13][14]

### Bøger
- Hvad lærer vi i skolen?, 1933

### Romaner
- Den døde mand, 1937
- Den forsvundne fuldmægtig, 1938
- Det forsømte forår, 1940
- Idealister, 1944 i Sverige, 1945 i Danmark
- Skorpionen, 1953
- Frydenholm, 1962
- Den fortabte abe, 1964

### Rejsebøger
- Hans Scherfig (1965), Hos Kirgiserne, København: Gyldendal, Wikidata  Q108899715
- Rumænsk Billedbog, 1967
- Morgenrødens land: Literær rejse til Grusien (1971)

## Udvalgte priser
- 1952 Jeanne og Henri Nathansens Fødselsdagslegat
- 1954 Holger Drachmann-legatet
- 1963 Adam Oehlenschläger legatet
- 1965 Jeanne og Henri Nathansens Mindelegat
- 1973 Det Danske Akademis Store Pris